# Lunden
Lunden là một đô thị thuộc huyện Dithmarschen, trong bang Schleswig-Holstein, nước Đức. Đô thị Lunden có diện tích 4,65 km², dân số thời điểm 31 tháng 12 năm 2006 là 1651 người. Đô thị này tọa lạc bên river Eider, khoảng 16 km về phía bắc của Heide.
Lunden thuộc Amt Kirchspielslandgemeinde ("đô thị chung") Eider.